# Stefan Henze
Stefan Henze (ur. 3 maja 1981 w Halle, zm. 15 sierpnia 2016 w Rio de Janeiro) – niemiecki zawodnik i trener kajakarski, srebrny medalista olimpijski w kajakarstwie górskim w konkurencji C-2.

## Życiorys
W roku 2003 na 28. Mistrzostwach świata w kajakarstwie górskim zdobył wraz z Marcusem Beckerem złoty medal w konkurencji C-2 mężczyzn, zaś w roku 2004 na XXVIII Letnich Igrzyskach Olimpijskich w Atenach ponownie z Marcusem Beckerem zdobył srebrny medal w konkurencji C-2. Był trenerem reprezentacji Niemiec z którą wyjechał na XXXI Letnie Igrzyska Olimpijskie w Rio de Janeiro, gdzie 12 sierpnia 2016 doznał urazu głowy w wyniku wypadku samochodowego i zmarł 15 sierpnia. W wyniku jego śmierci Niemiecki Komitet Olimpijski zarządził opuszczenie niemieckiej flagi na wszystkich olimpijskich obiektach w Rio de Janeiro do połowy masztu.